# Soukhoï Su-80
Dimensions
Le Su-80, initialement baptisé S-80, est un bimoteur de transport bipoutre à décollage et atterrissage court  développé par l'avionneur russe Soukhoi. L'appareil est doté de capacités ADAC et peut être mis en œuvre depuis des terrains sommaires.

## Description
Développé par le bureau d'étude Soukhoï de Komsomolsk-sur-l'Amour à partir de 1989, le Su-80 se présente comme un avion de transport léger capable d'être mis en œuvre depuis des terrains sommaires dans des conditions atmosphériques extrêmes. L'appareil est conçu pour pouvoir décoller et atterrir par tous les temps, de jour comme de nuit, et pour des températures allant de −50 °C à +45 °C à partir de pistes non préparées.
Cette rusticité fait du Su-80 un appareil à même de succéder aux An-24, An-26 et An-32.
Début 2006, le Su-80 devrait entrer en production en série au Komsomolsk-on-Amur Aircraft Plant (en). Cependant, seules trois autres machines ont été produites, qui sont en service auprès des garde-côtes et des pompiers russes. Le programme a ensuite été interrompu et Soukhoï s'est concentré sur le Superjet 100.
En 2012, le Premier ministre russe Medvedev a appelé à une nouvelle machine russe pour le transport régional. Le directeur financier adjoint de Soukhoï, Yevgeny Konkov, a alors déclaré qu'il était prêt à reprendre le projet Su-80. Apparemment, cela ne s'est pas produit jusqu'à présent.

## Caractéristiques

### Cellule
L'appareil adopte une configuration bipoutre à ailes hautes. Le fuselage est équipé d'une rampe de chargement arrière.

### Motorisation
Les deux turbopropulseurs General Electric CT7-9B d'une puissance de 1 750 ch sont installés dans les poutres.

### Avionique
La version de série est équipée de deux radios VHF Yurok, de deux radios HF R-805KZ, d'un système de visualisation SSI-80, d'une centrale de navigation inertielle à composants liés SBKV-P, d'une centrale aérodynamique SVS-80, d'un radiocompas ARK-M, d'un radioaltimètre A-076, d'un ILS/VOR VIM-85C, d'un DME VND-94S, d'un transpondeur SO-94R, d'un radar météorologique RSBN-85C et d'un système de navigation par satellite intégré GPS/GLONASS ainsi qu'une rampe de chargement arrière.

## Versions
Le fuselage de l'appareil a été rallongé de 1,40 m par rapport aux quatre premiers appareils de la présérie afin de permettre l'installation d'une rangée de sièges supplémentaires.
- S-80PC/GP : transport de passagers et/ou de fret
- S-80TC : version militaire, transport de troupes
- S-80A : transport sanitaire
- S-80F : contrôle des pêches
- S-80PT (Patrol Transport) : appareil de transport et de patrouille pouvant être armé (mitrailleuses, canons, bombes et roquettes) ou équipé d'équipements de surveillance.
- S-80GE : recherches géologiques
- S-80GP-100 : transport

## Utilisateurs

### Utilisateurs civils
Les Su-80 de la présérie sont utilisés par la compagnie aérienne de Knaapo.
L'appareil a été commandé par les compagnies aériennes Blagoveshchensk Airlines,ChukotAvia (en),Dalavia, Petropavlovsk-Kamchatski Aviation Enterprise (en) et Polar Airlines. Mais, en date de 2022, aucun n'est rentré en service.

### Utilisateurs militaires
Dix Su-80 ont été commandés par la garde-frontière du Kazakhstan tandis que les forces aériennes chinoise, jordanienne, malaisienne et sud-coréenne se sont montrées intéressées par l'appareil. Mais finalement, aucune livraison n'a été effectuée.